# Puteolana 1902
SSD Puteolana 1902 – włoski klub piłkarski, mający swoją siedzibę w mieście Pozzuoli, należącego do metropolii Neapol, na południu kraju.

## Historia
Chronologia nazw:
- 1902: Puteoli Sport
- 1909: Puteoli Sporting Club
- 1919: Unione Sportiva Puteolana
- 1922: klub rozwiązano
- 1922: Unione Sportiva Flegrea
- 1923: Gruppo Ginnico Sportivo Pozzuoli
- 1924: Società Sportiva Puteolana Sporting Club
- 1927: Gruppo Sportivo Puteolana
- 1931: Dopolavoro Ansaldo Pozzuoli
- 1932: A.S.F. Puteolana
- 1937: G.I.L. Pozzuoli
- 1944: Associazione Polisportiva Puteolana
- 1960: Unione Sportiva Puteolana Alba di Pozzuoli – po fuzji z A.S. Alba Pozzuoli
- 1961: Puteolana Unione Sportiva
- 1962: Unione Sportiva Puteolana – po fuzji z U.S. Gioventù Puteolana
- 1981: Flegrea Nuova Puteolana
- 1982: klub rozwiązano
- 1982: S.C. Puteolana 1909 – po przeniesieniu się Nuovo Napoli
- 1986: klub rozwiązano
- 1986: Campania Puteolana Calcio – po przeniesieniu się Società Sportiva Calcio Campania
- 1992: Unione Sportiva Puteolana
- 1992: klub rozwiązano – po rozpadzie fuzji
- 1993: Comprensorio Puteolano
- 1996: Pozzuoli Calcio
- 1998: Football Club Puteolana
- 2007: klub rozwiązano
- 2008: Associazione Sportiva Dilettantistica Atletico Puteolana 2008
- 2009: klub rozwiązano
- 2012: Società Sportiva Dilettantistica Puteolana 1902 Internapoli – po fuzji z S.S.D. Internapoli Città di Marano
- 2014: Società Sportiva Dilettantistica Puteolana 1902

Klub Puteoli Sport został założony w Pozzuoli w 1902 roku. W 1909 zespół przyjął nazwę Puteoli Sporting Club, a w sezonie 1912/13 startował w Terza Categoria Campana i awansował do Promozione. W następnym sezonie 1914/15 zwyciężył w grupie Promozione Campana i uzyskał promocję do Prima Categoria. Po przerwie związanej z I wojną światową w 1919 klub reaktywował swoją działalność jako U.S. Puteolana. W sezonie 1919/20 najpierw był drugim w Campionato Campano di Prima Categoria, a potem zajął trzecie miejsce w grupie A półfinałów Centro-Sud. W sezonie 1920/21 najpierw zwyciężył w grupie A Sezione campana, a potem również zajął pierwsze w finale Campana, ale następnie przez nieprawidłowości w zapisach został zdyskwalifikowany i przesunięty na ostatnie miejsce w klasyfikacji. W 1921 powstał drugi związek piłkarski C.C.I., w związku z czym mistrzostwa prowadzone osobno dla dwóch federacji. W sezonie 1921/22 klub zwyciężył w rozgrywkach Sezione campana Lega Sud Prima Divisione (pod patronatem C.C.I.), a potem po pokonaniu 3:0 Anconitana w finale przegrał 0:2 z Fortitudo Roma. W 1922 po kompromisie Colombo mistrzostwa obu federacji zostały połączone. Jednak przed rozpoczęciem sezonu 1922/23 klub został rozwiązano.
Wkrótce w 1922 powstał klub U.S. Flegrea, który startował w rozgrywkach regionalnych. W 1923 zmienił nazwę na G.G.S. Pozzuoli i przystąpił do rozgrywek w Terza Divisione, zajmując trzecie miejsce w grupie A. W następnym sezonie 1924/25 jako S.S. Puteolana S.C. zwyciężył najpierw w grupie A Terza Divisione Campana, a potem w finale pokonał klub Formia. Został promowany o dwa poziomy do najwyższej ligi Prima Divisione, gdzie zajął 5.miejsce w grupie campano. Bezpośrednia interwencja faszystowskiego reżimu w piłkę nożną spowodowała, że latem 1926 zrewolucjonizowano organizację włoskich mistrzostw: po raz pierwszy zjednoczono drużyny północy i południa w jednym turnieju – Divisione Nazionale. W związku z reorganizacją klub został przydzielony do III poziomu rozgrywek – Seconda Divisione, jednak zrezygnował z udziału w nich.
W 1927 klub zmienił nazwę na G.S. Puteolana i występował w rozgrywkach juniorskich pod patronatem ULIC. Dopiero w sezonie 1929/30 uczestniczył w rozgrywkach o mistrzostwo Włoch, w czwartoligowej Seconda Divisione Sud był na 10.miejscu w grupie A. W następnych latach klub często zmieniał nazwy (w 1931 – Dopolavoro Ansaldo Pozzuoli, w 1932 – A.S.F. Puteolana, w 1937 – G.I.L. Pozzuoli) i występował przeważnie w Terza Divizione, rzadziej w Seconda Divizione lub Prima Divizione. W 1941 klub po raz ostatni brał udział w rozgrywkach o mistrzostwo Włoch, a potem grał jedynie mecze towarzyskie.
6 czerwca 1944 klub został zarejestrowany jako A.P. Puteolana i startował w Coppa della Liberazione, a w sezonie 1945/46 w Prima Divizione. W 1948 awansował do Promozione, w której grał do 1956 spadając znów do rozgrywek regionalnych w Prima Divizione. 12 października 1960 odbyła się fuzja z A.S. Alba Pozzuoli, w wyniku czego klub przyjął nazwę U.S. Puteolana Alba di Pozzuoli. 4 października 1961 skrócił nazwę do Puteolana U.S., a 30 czerwca 1962 po fuzji z U.S. Gioventù Puteolana stał nazywać się U.S. Puteolana. W 1963 zwyciężył w grupie B campano Prima Categoria i awansował do krajowej Serie D. Następnie do 1980 z wyjątkiem sezonu 1969/70 klub występował na czwartym poziomie rozgrywek (Serie D). W 1980 spadł do Promozione Campana, a w 1981 do Prima Categoria. Natomiast w sezonie 1981/82 z powodu problemów finansowych był zmuszony grać w Terza Categoria, zanim ostatecznie został rozwiązany po zakończeniu sezonu.
Klub Nuovo Napoli z Neapolu, który miał problemy ze swoim stadionem Stadio Arturo Collana zdecydował się na przeniesienie się do Pozzuoli, po czym zmienił nazwę na S.C. Puteolana 1909. Jednak po czterech latach w 1986 klub również został rozwiązany.
W 1986 inny klub z Neapolu S.S.C. Campania po wykupieniu innego miejskiego klubu Ponticelli a Pozzuoli przeniósł swoją siedzibę do Pozzuoli, zmieniając nazwę na Campania Puteolana Calcio. Klub do 1991, z wyjątkiem sezonu 1988/89 występował w Serie C1, ale po sezonie 1991/92 spadł z Serie C2 i wrócił do Neapolu.
Nowy klub Comprensorio Puteolano 16 września 1993 przejął miejsce ligowe od innego miejskiego klubu Casoria Calcio i w sezonie 1993/94 startował w Eccellenza Campana, awansując natychmiast do Campionato Nazionale Dilettanti. W 1996 został przekształcony na Pozzuoli Calcio, a w 1998 na F.C. Puteolana. W sezonie 1999/2000 zwyciężył w grupie G i awansował do Serie C2. Jednak w 2003 spadł do Serie D, a w 2005 do regionalnej Eccellenza Campana. Po zakończeniu sezonu 2006/07 klub sprzedał swoje miejsce ligowe dla Marano di Napoli, po czym został rozwiązany.
W 2008 został założony nowy klub A.S.D. Atletico Puteolana 2008, który po odkupieniu miejsca ligowego od Gragnano startował w sezonie 2008/09 w Serie D, zajmując 15.miejsce w grupie I i spadając do Eccellenza. Po spadku klub oddał swoje miejsce ligowe z powrotem dla Gragnano i zaprzestał istnieć.
W 2012 po raz drugi do Pozzuoli został przeniesiony klub S.S.D. Internapoli Città di Marano. Z nazwą S.S.D. Puteolana 1902 Internapoli startował w Serie D. W 2014 zmienił nazwę na S.S.D. Puteolana 1902, ale po zakończeniu sezonu 2014/15 spadł z Serie D a następnie zrezygnował z dalszych występów.

## Sukcesy

### Trofea międzynarodowe
Nie uczestniczył w rozgrywkach europejskich (stan na 31-12-2016).

### Trofea krajowe
| \| \| Zdobyte trofea w rozgrywkach Włoch (stan na: 31-05-2017) \| |                                                          |      |                    |
| Rozgrywki                                                         | Osiągnięcie                                              | Razy | Sezon(y)           |
| · Mistrzostwo                                                     | I miejsce                                                | 0    |                    |
| · Mistrzostwo                                                     | II miejsce                                               | 0    |                    |
| · Mistrzostwo                                                     | III miejsce                                              | 0    |                    |
| · Mistrzostwo                                                     | finalista                                                | 1    | 1921/22 (Lega Sud) |
| · Puchar                                                          | zdobywca                                                 | 0    |                    |
| · Puchar                                                          | finalista                                                | 0    |                    |
| II liga                                                           | I miejsce                                                | 0    |                    |
| II liga                                                           | II miejsce                                               | 0    |                    |
| II liga                                                           | III miejsce                                              | 0    |                    |
| Włochy                                                            | Zdobyte trofea w rozgrywkach Włoch (stan na: 31-05-2017) |      |                    |

## Stadion
Klub rozgrywa swoje mecze domowe na stadionie Stadio Domenico Conte w Pozzuoli, który może pomieścić 7000 widzów.